# جوزيف كينيدي الأب
جوزيف باتريك «جو» كينيدي الأب (بالإنجليزية: Joseph P. Kennedy Sr.) (و. 1888 – 1969 م) هو منتج أفلام ومصرفي ورجل أعمال وسياسي ودبلوماسي من الولايات المتحدة الأمريكية ولد في بوسطن.

## حياته الشخصية
تزوج جوزيف كينيدي من روز كينيدي، وانجب منها تسعة أطفال. شغل ثلاثة منهم مناصب سياسية في الولايات المتحدة الأمريكية. الأول هو جون كينيدي (1917-1963) والذي أصبح رئيسا للولايات المتحدة الامريكيه. والثاني هو روبرت كينيدي (1925-1968) والذي أصبح سيناتور. والثالث هو إدوارد كينيدي.
(1932-2009) والذي كان قيادي في الحزب الدييموقراطي الأمريكي وقيادي في المجتمع الايرلندي الكاثوليكي. قد شغل جوزيف كينيدي منصب سفير الولايات المتحدة لدي إنجلترا منذ عام 1938 حتي اواخر عام 1940 حينما ازعج روزفيلت بتشاؤمه تجاه امكانية تعايش بريطانيا.

لقد ولد جوزيف كينيدي في عائلة سياسية في شرق بوسطن في ماساتشيوستس. شرع كينيدي في مسيرة مهنيه متعلقه بالأعمال والاستثمارات ففي البداية قد قام كينيدي بصنع ثروة من خلال المضاربة في سوق البورصة والاستثمار في السلع ثم انتقل الي جني الارباح من خلال الاستثمار العقاري وريادة الأعمال في قطاع واسع من المصانع عبر الولايات المتحدة كلها. اثناء الحرب العالمية الاولي لقد كان كينيدي مساعدا للمدير العام لشركة بيت لحم للحديد والصلب في قطاع بوسطن والتي من خلالها قام بتكوين صداقه مع فرانكلين روزفيلت مساعد وزير البحريه في عشيرينيات القرن العشرين. قام كينيدي بجني ارباح طائله من خلال هيكلة وتمويل العديد من استديوهات هوليوود السينيمائية. 

## خلفيته وتعليمه
لقد كان جوزيف كينيدي الابن الأكبر لرجل الأعمال والسياسي باتريك جوزيف "ب. ج." كينيدي وماري اوغوستا هيكي. كان لديه اخ اصغر يدعي فرانسيس الا انه مات صغيرا ولديه اختان ماري ومارجريت. جميع اجداد حوزيف كينيدي قد هاجروا ماساتشيوستس في اربعينيات القرن التاسع عشر، وذلك هربا من المجاعة الكبيرة في ايرلندا. ثد ولد في مجتمع يعتبر فيه الايرلنيين الكاثوليك من الطبقة المهمة في بوسطن وكان لهم دور فعال ومؤثر في الحزب الديموقراطي وقد كان والده من رجال الأعمال المهمين ومن ذوي النفوذ وهذا ما مكنه من توفير حياه ملائمه ومريحه لاسرته نتيجة لاستثماراته ودورة في السياسة المحلية. قد شجعته والدته علي الالتحاق بمدرسة بوسطن اللاتينيه وبالرغم انه كان من المتوسطين الا انه كان معروفا ومحبوبا بين زمائله وتمك انتخابه رئيسا للفصل ولعب في فريق المدرسة لكرة السلة. قد اتبع كينيدي طريق أبناء عمومته في الالتحاق بجامعة هارفارد حيث انه اردا ان يصبح قائدا اجتماعيا. في عام 1937 قد نال الدكتوراه الفخريه في القانون من جامعة اوجليثوروب.

## مسيرته المهنية
قد بدأ جوزيف كينيدي مسيرته المهنيه في ريادة الأعمال عقب تخرجه من الجامعة عندما كان في النصف الثاني من العشرينيات من عمره قد قام بجمع ثروة طائله من خلال سوق البورصة كما انه قام بالاستثمار في السلع والعقارات وله استثمارات واسعه في المصانع عبر الولايات المتحدة ولم يكن دخوله في مشاريع كبيرة صدفه الا انه كان خبيرا في كونه بائعا ومشتريا.

عندما اصدرت مجلة الثروة أول قائمة لها حول اغني عشرة رجال في الولايات المتحده قامت بوضع جوزيف كينيدي في فئه من 200-400 مليون دولار (حاليا 1.71 مليار - 3.41 مليار) أي انها قدرت انه يحتل مركز من التاسع الي السادس في قائمة اغني رجال الولايات المتحدة. 

## المشاريع الاولي
بعد التخرج من جامعة هارفارد في عام 1912 من قسم الاقتصاد قد شغل أول وظيفه كمفتش حكومي في البنوك مما سمح له بتعلم الكثير عن البنوك. في بنك كولومبيا والذي كان لوالده نسبة كبيره فيه. كان هذا البنك معرض للمصادرة الا ان كينيدي قام باقتراض 45 الف دولار (حاليا 1.090.455 دولار) من العائلة والاصدقاء وقام باستعادة ملكية البنك وقد تمت مكافأته في سن الخامسة والعشرون بان تم انتخابه كرئيس للبنك وقد اخبر كينيدي الصحافة انه أصبح اصغر رئيس بنك في الولايات المتحده.

لقد ظهر كينيدي كريادي ناجح في مجال الأعمال مع نظره ثاقبه حول قيم الاشياء قد جني العديد من الارباح في مجال العقارات من خلال امتلاك المباني الثرية. 

خلال الحرب العالميه الاولي قد طلب الرئيس الأمريكي وودرو ويلسون من شركة المطاط العالميه المملوكه ل جون بيربونت مورجان وبرنارد باروخ وكينيدي ان يقوموا باكثار النبات الذي يستخدم في صنع المطاط. حيث ان العديد من الاشخاص قد خافوا ان الجيش الألماني قد يحاصر الشحنات الاتيه من اسيا ولذلك قد قامت الشركة العالميه للمطاط بعمل المزرعة القارية وقرية كونتينينتال الموجوده في جنوب ولاية اريزونافي عام 1916 الا ان عملية اكثار النبات المستخدم في في صنع المطاط لم تستمر طويلا حيث تم بيع قرية الكونتينينتال فيلهلمينا ملكة هولندا في عام 1922 والتي قامت بتاجير المزارع لزراعة القطن لعدة سنوات. 
بالرغم من التشكك نمو الولايات المتحده في ذلك الوقت الا ان كينيدي بحث في ان يشارك في الإنتاج اثناء الحرب حيث انه أصبح مساعد مدير عام شركة بيت لحم للحديد والصلب فيكوينسي (ماساتشوستس) وهناك قد راي كيفية صناعة وإنتاج وسائل النقل وماكينات الحرب وهناك تمكن من التعرف علي مساعد وزير البحرية فرانكلين روزفلت.

## وول ستريت والاستثمار في سوق البورصة
في عام 1919 انضم كينيدي الي بورصة شركة بارزه فيي الوساطة الماليه حيث أصبح خبيرا في تعاملات سوق البورصة اليومية غير المنظمة. كما صادف انه تواح\جد في المنكان اثناء احداث انفجار سوق بورصة وول سترييتو قد وقع علي الأرض بفعل قوة التفجير في عام 1920. في عام 1923 قد ترك هايدن شريكه وقام بتاسيس شركة استثمارات خاصه به وقد أصبح مليونيرا خلال رواج وارتفاع سوق البوصة في عشرينيات القرن العشرين وقد أصبح اغني نتيجه للبيع المكشوف عام 1929 .

### التعليم
تعلم في جامعة هارفارد.

### وصلات خارجية
- جوزيف كينيدي الأب على موقع IMDb (الإنجليزية)
- جوزيف كينيدي الأب على موقع الموسوعة البريطانية (الإنجليزية)
- جوزيف كينيدي الأب على موقع مونزينجر (الألمانية)
- جوزيف كينيدي الأب على موقع إن إن دي بي (الإنجليزية)
- جوزيف كينيدي الأب على موقع قاعدة بيانات الفيلم (الإنجليزية)